# 瓦托維山

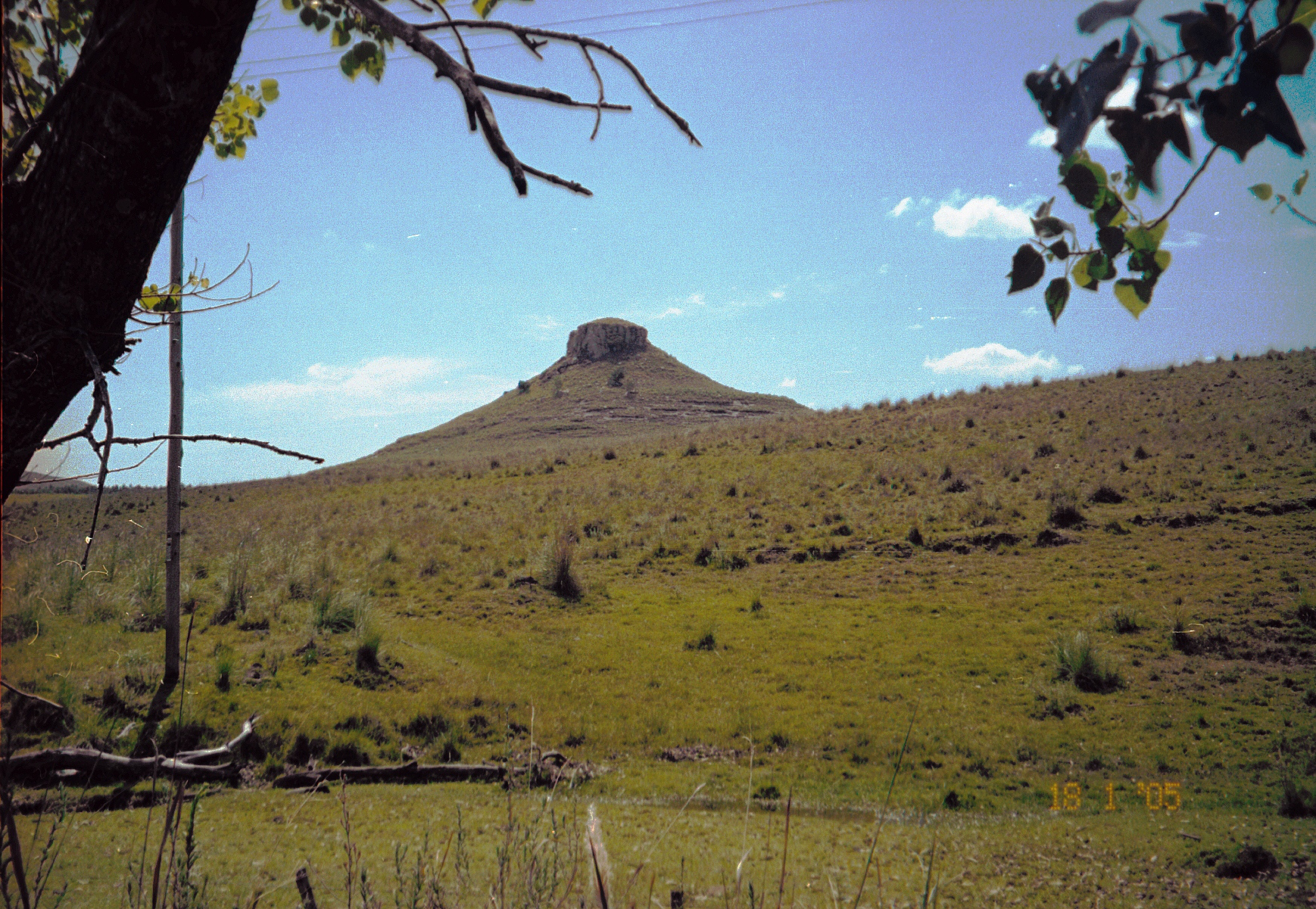

31°52′33″S 56°00′41″W / 31.87583°S 56.01139°W
瓦托維山（西班牙語：Cerro Batoví），是烏拉圭的山峰，位於該國中北部塔夸倫博省，距離塔夸倫博25公里，該山峰海拔高度224米，山體在前寒武紀時期形成。